# Plantation Whitney
La plantation Whitney est une ancienne plantation esclavagiste située à Wallace, paroisse de Saint-Jean-Baptiste, en Louisiane. Elle est connue initialement sous le nom d'Habitation Haydel, fondée en 1752 par Ambroise Heidel, un colon allemand. Ses descendants en sont propriétaires jusqu'en 1860. En 1867, après la guerre de Sécession et l'abolition de l'esclavage, la plantation est vendue à l'homme d'affaires Bradish Johnson. Il la rebaptise Whitney Plantation en l'honneur de sa fille, qui avait épousé un membre de la famille Whitney.
Depuis 2014, le site est transformé en musée et mémorial. Contrairement à d’autres plantations, Whitney ne raconte pas le Sud du point de vue des maîtres blancs mais de celui des esclaves. Sa mission est de sensibiliser le public à l'histoire et à l'héritage de l'esclavage dans le Sud des États-Unis, et notamment les 100 000 hommes, femmes et enfants réduits en esclavage en Louisiane.

## Histoire

### L'Habitation Haydel

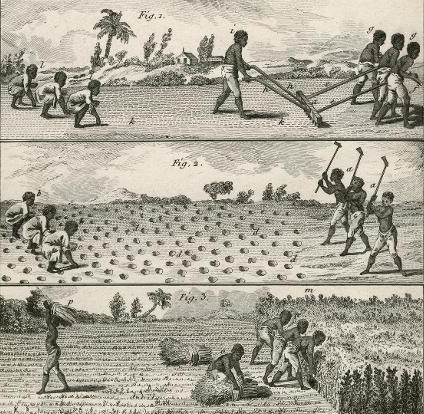
Esclaves récoltant l'indigo, vers 1770.

En Louisiane, alors colonie française, la propriété est achetée en 1752 par Ambroise Heidel, un colon allemand originaire de Rhénanie. Il y établit une petite plantation d'indigo. Les plantations sont alors appelées « habitations » dans le contexte colonial français. Afin de s'adapter à la Louisiane française, la famille Heidel fait apprendre le français à leurs enfants et modifient leurs noms allemands ; les Heidel finissent par être connus sous le nom de Haydel.

Durant ces premières années, Ambroise Haydel possède une vingtaine d'esclaves africains. En Louisiane au XVIIIe siècle, de nombreux captifs africains vendus comme esclaves étaient originaires de régions d'Afrique de l'Ouest réputées pour la production de riz et d'indigo, deux cultures commerciales importantes au début de la colonie. Vers 1790 est construite la maison des maîtres dans le style créole français.

La maison des maîtres
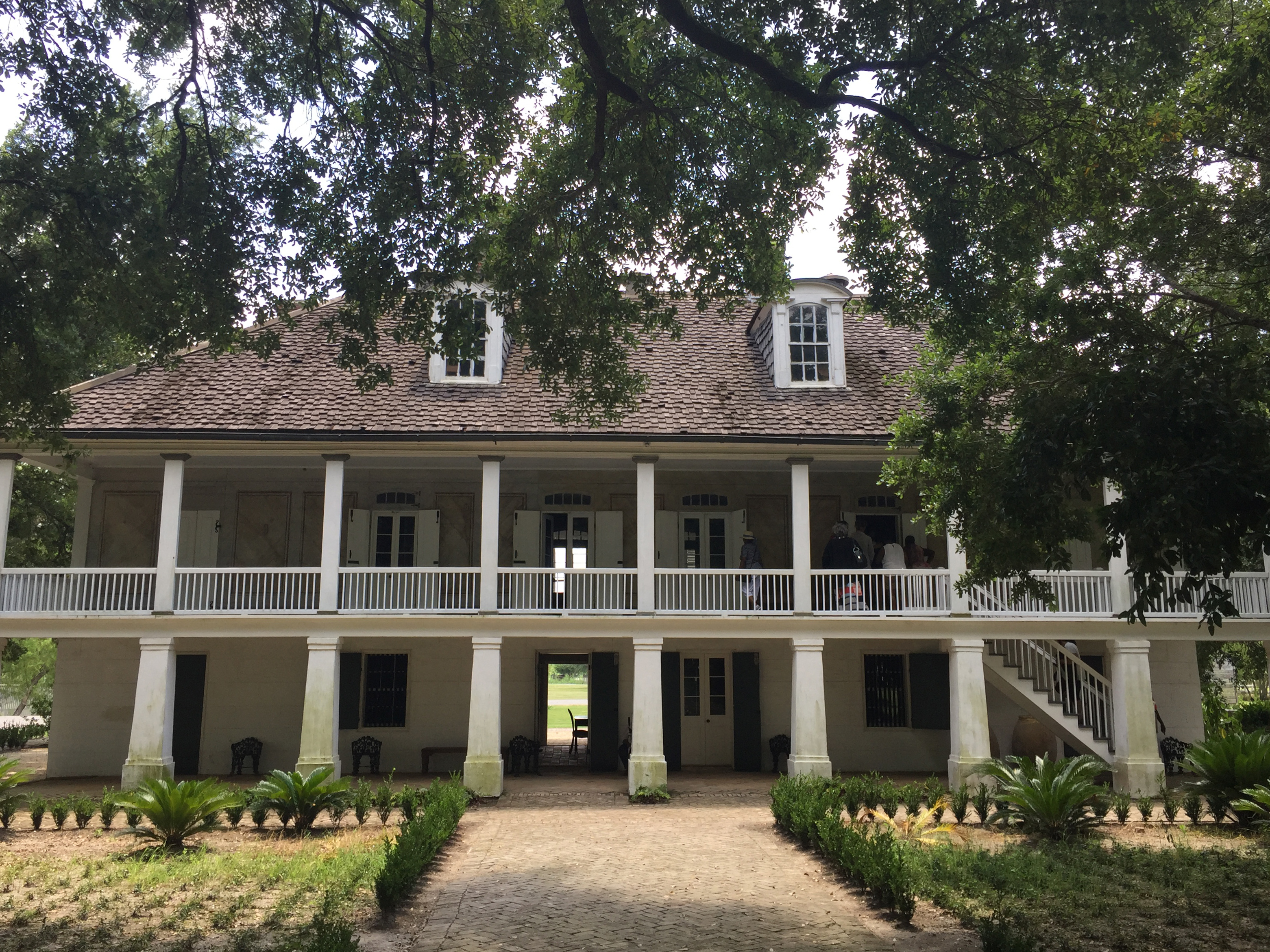
Façade avant.
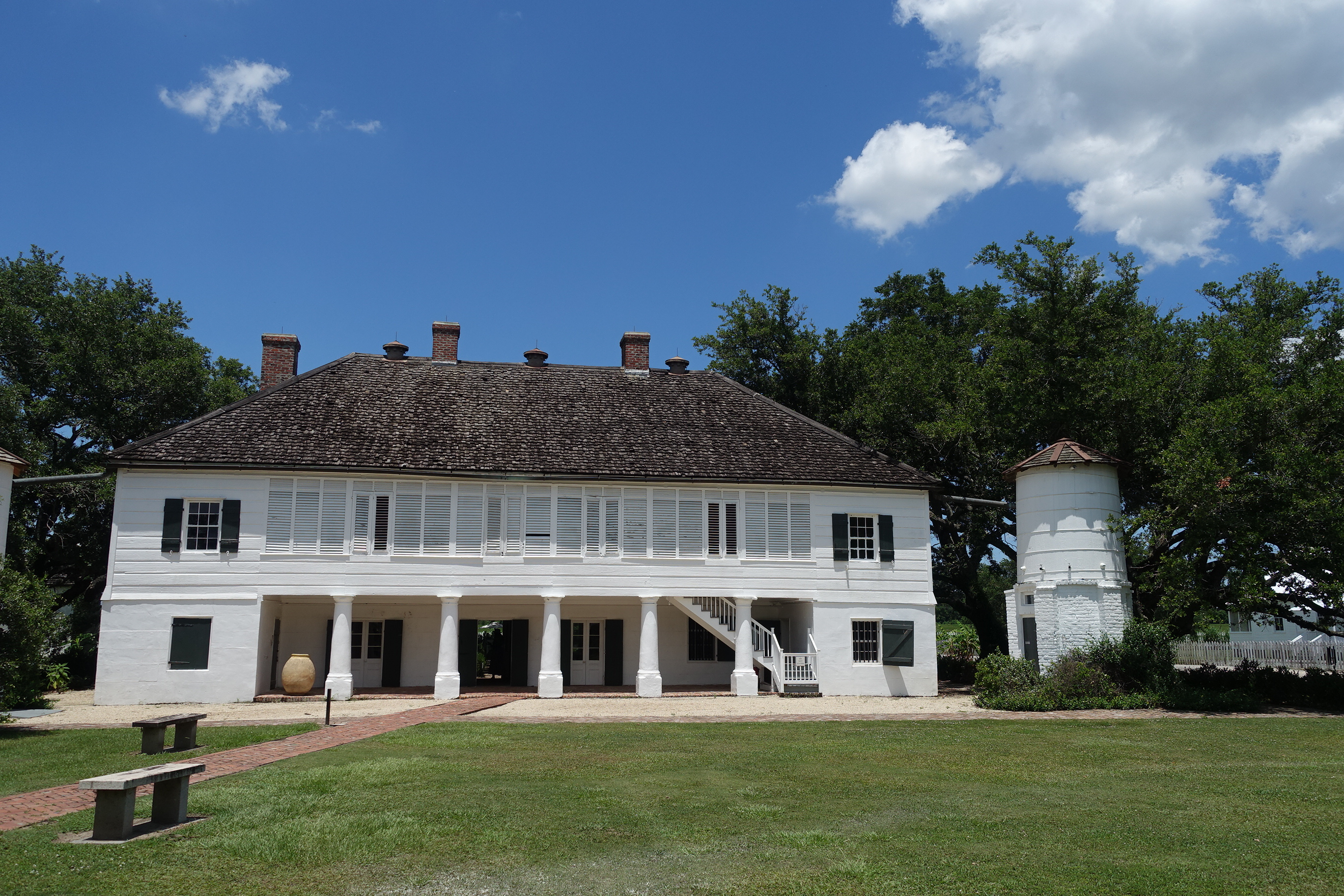
Façade arrière.

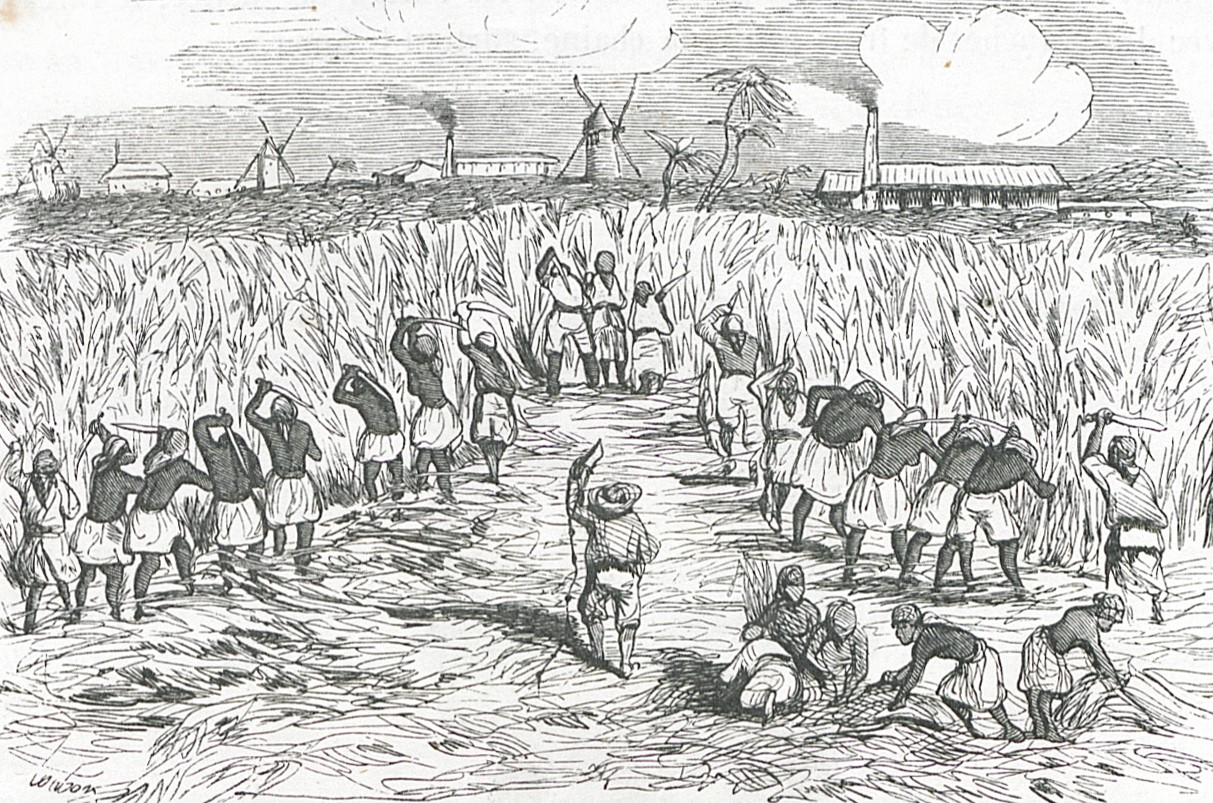
Esclaves coupant la canne, gravure publiée en 1842.

Le fils d'Ambroise Haydel, Jean-Jacques Haydel, prend la direction de la plantation à la fin du XVIIIe siècle et supervise sa transformation d'indigoterie en plantation sucrière vers 1800. Ce nouveau type de production, qui se développe dans le sud-est de la Louisiane après 1795, exige une main-d’œuvre servile considérable, dont les conditions de travail se durcissent. Elle permet aussi la constitution d'immenses fortunes pour les familles de planteurs.

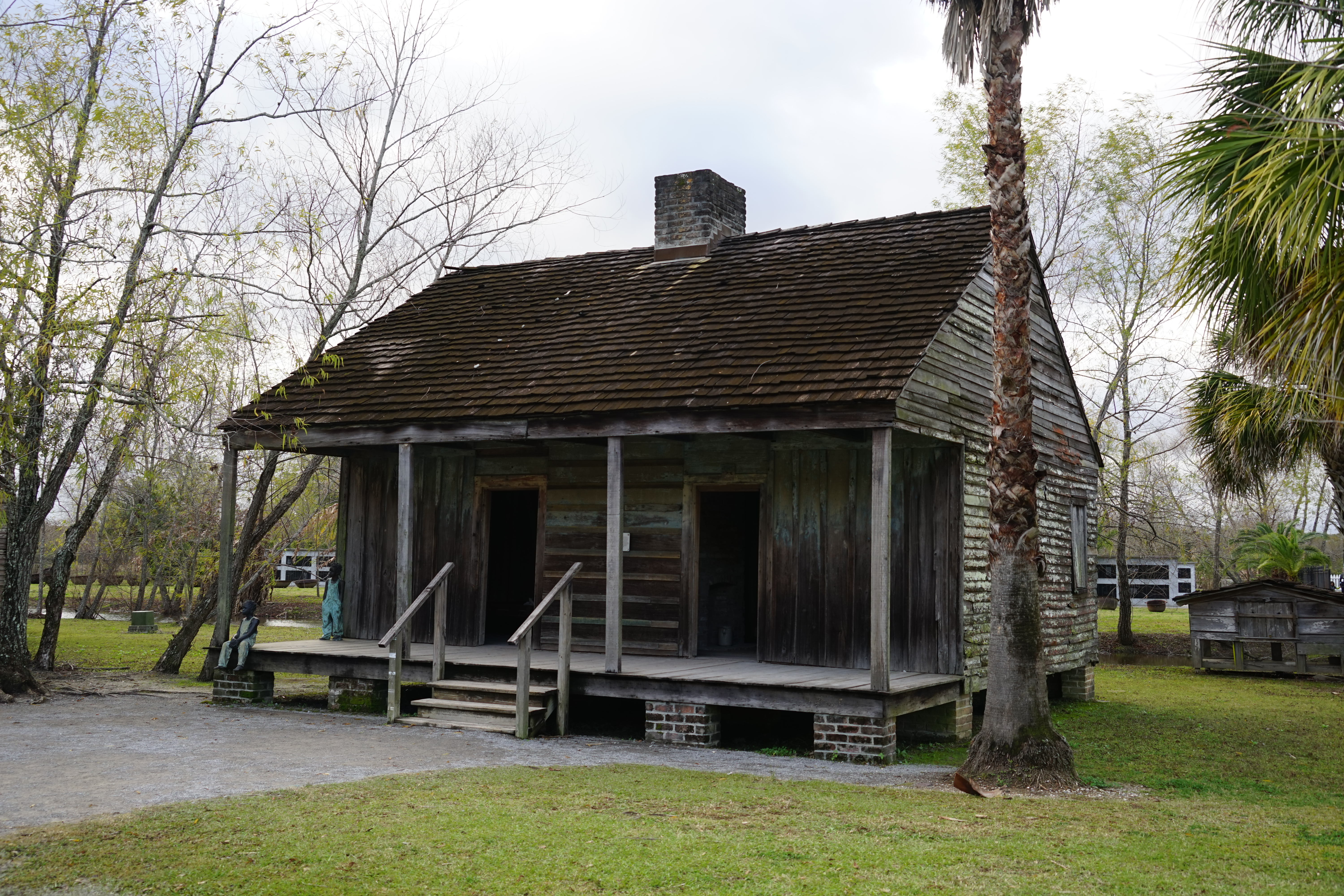
Vestige d'une case d'esclaves.

Jean-Jacques Haydel exploite la plantation jusqu'en 1820, date à laquelle ses deux fils, Jean-Jacques Haydel Jr. et Marcelin Haydel, en deviennent associés. Cette troisième génération de la famille Haydel étend le domaine et augmente la population d'esclaves jusqu'en 1840. Cette année-là, Azelie Haydel, veuve de Marcelin, rachète les parts de son beau-frère Jean-Jacques Jr. et devient propriétaire à part entière de la plantation jusqu'à sa mort en 1860. Sous sa direction, la plantation Haydel connaît ses années les plus rentables. Elle possède alors plus de 100 esclaves qui produisaient plus de 180 000 kg de sucre par an.

### La plantation Whitney

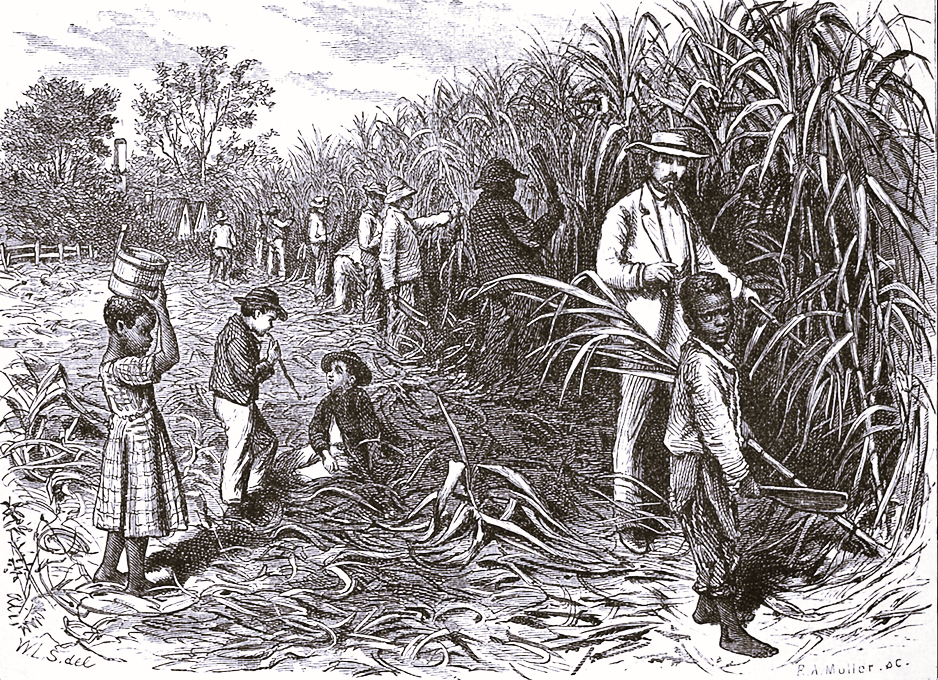
Plantation de canne à sucre en Louisiane en 1875.

Après la guerre de Sécession et l'abolition de l'esclavage, ses héritiers vendent la plantation en 1867 à Bradish Johnson, important propriétaire et homme d'affaires, dont la famille était établie en Louisiane et dans l'État de New York. Il renomme la plantation Whitney en l'honneur de sa fille, récemment mariée à un membre de la famille Whitney. Parmi les propriétaires ultérieurs aux XIXe et XXe siècles figuraient les familles St. Martin, Perret, Tassin et Barnes.
La plantation continue de produire jusqu'en 1975 avec des travailleurs résidents et des contremaîtres. Après la cessation des activités, les descendants du dernier propriétaire, Alfred Barnes, vendent la propriété à la Formosa Chemicals and Fibre Corporation, afin de transformer la propriété en site industriel lourd.
En 1992, le site de la Whitney Plantation est inscrit au Registre national des lieux historiques des États-Unis.

### Transformation en musée et mémorial
John Cummings, riche avocat blanc de La Nouvelle-Orléans, acquiert une partie du complexe Whitney en 1999. Après avoir découvert l'histoire de l'esclavage en examinant les archives, il va se consacrer pendant 20 ans, et investir plus de 10 millions de dollars de sa fortune, dans le projet de restauration puis de conversion du site en musée et site historique. Le directeur de recherche est le Dr Ibrahima Seck, un universitaire sénégalais spécialisé dans l'histoire de l'esclavage,.

En 2019, John Cummings fait don de l'intégralité du musée et du terrain à une association à but non lucratif, le Whitney Plantation Museum.

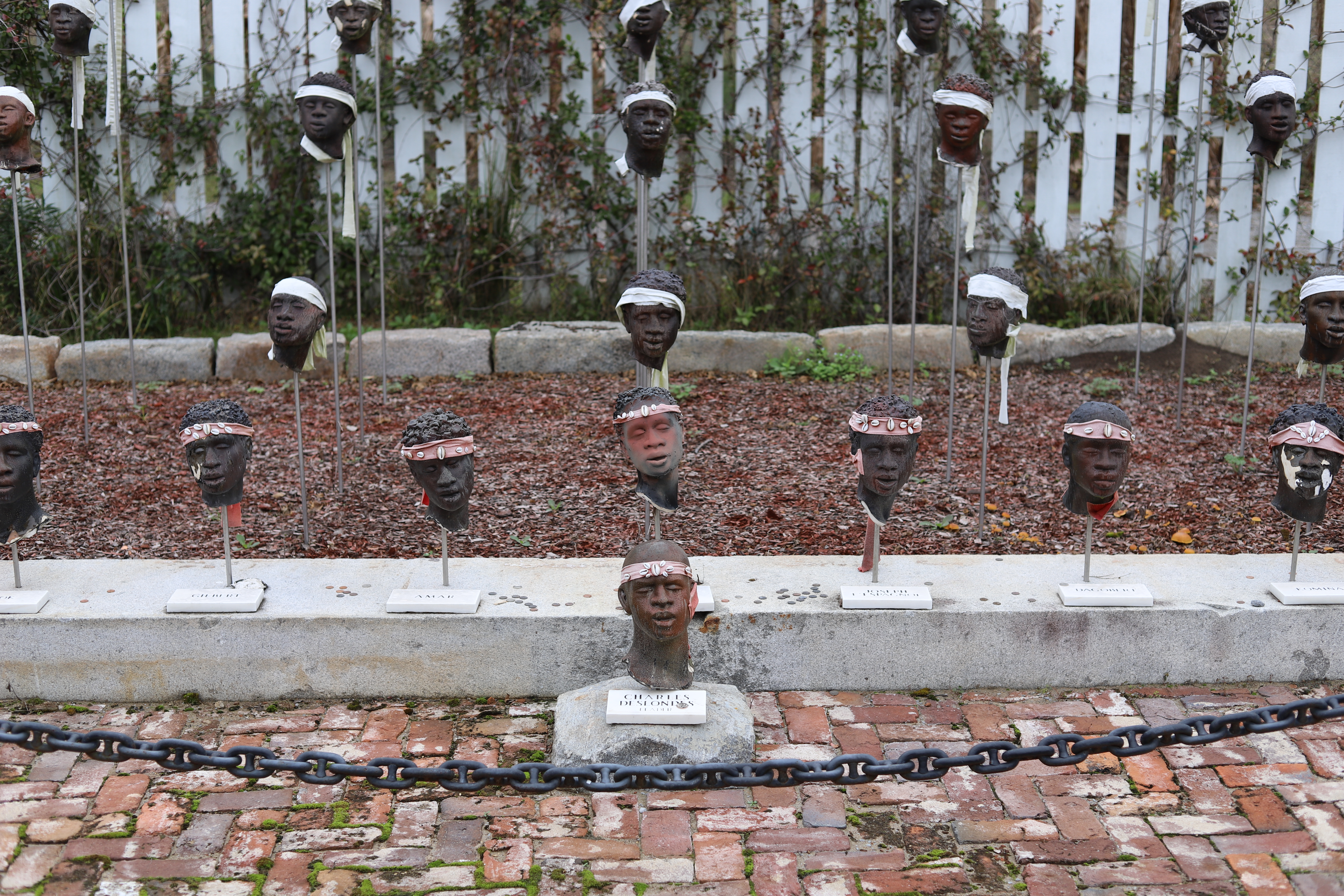
Mémorial de la révolte d'esclaves survenue en 1811.
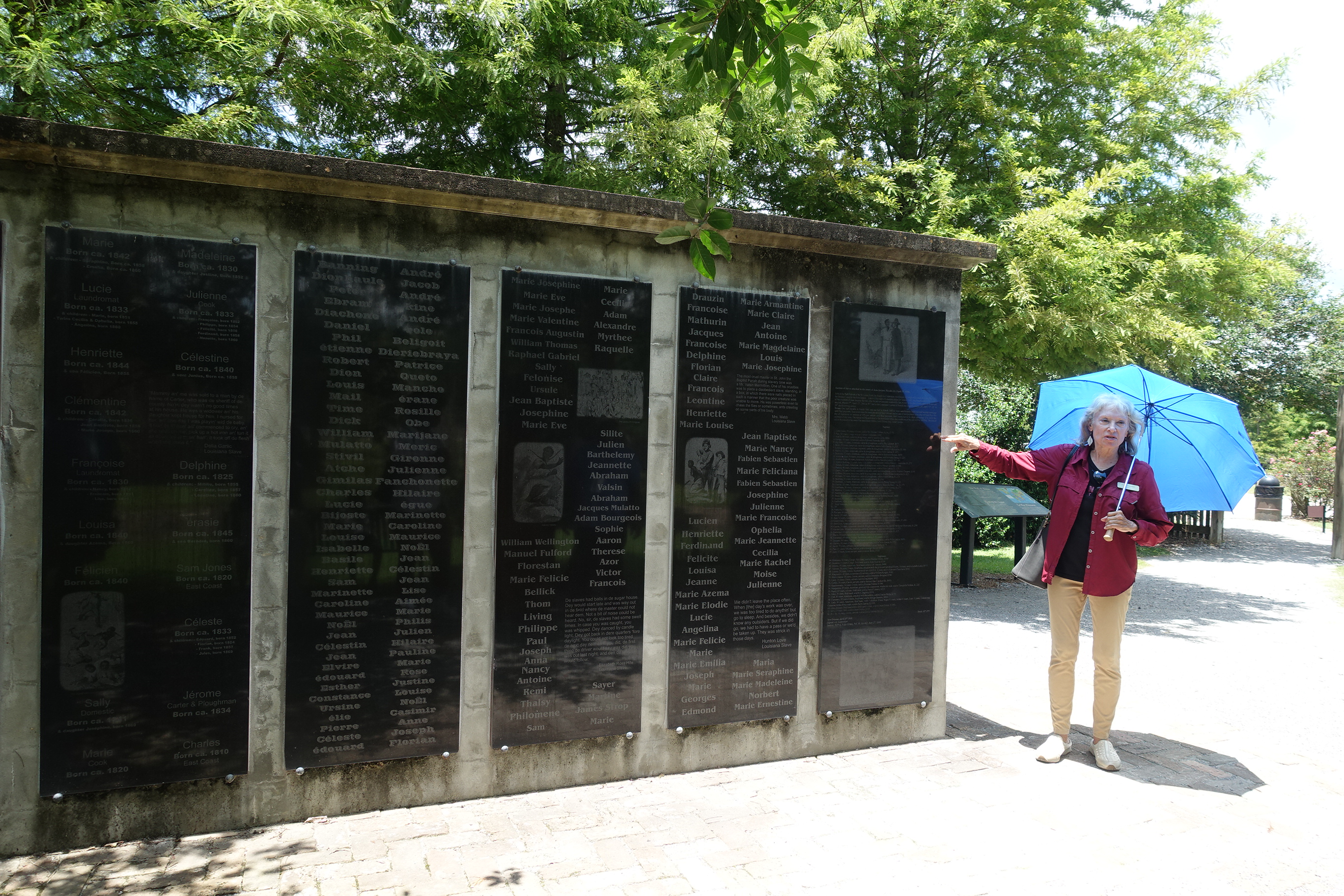
Mur d'honneur avec les noms des 354 esclaves qui ont travaillé dans la plantation[3].
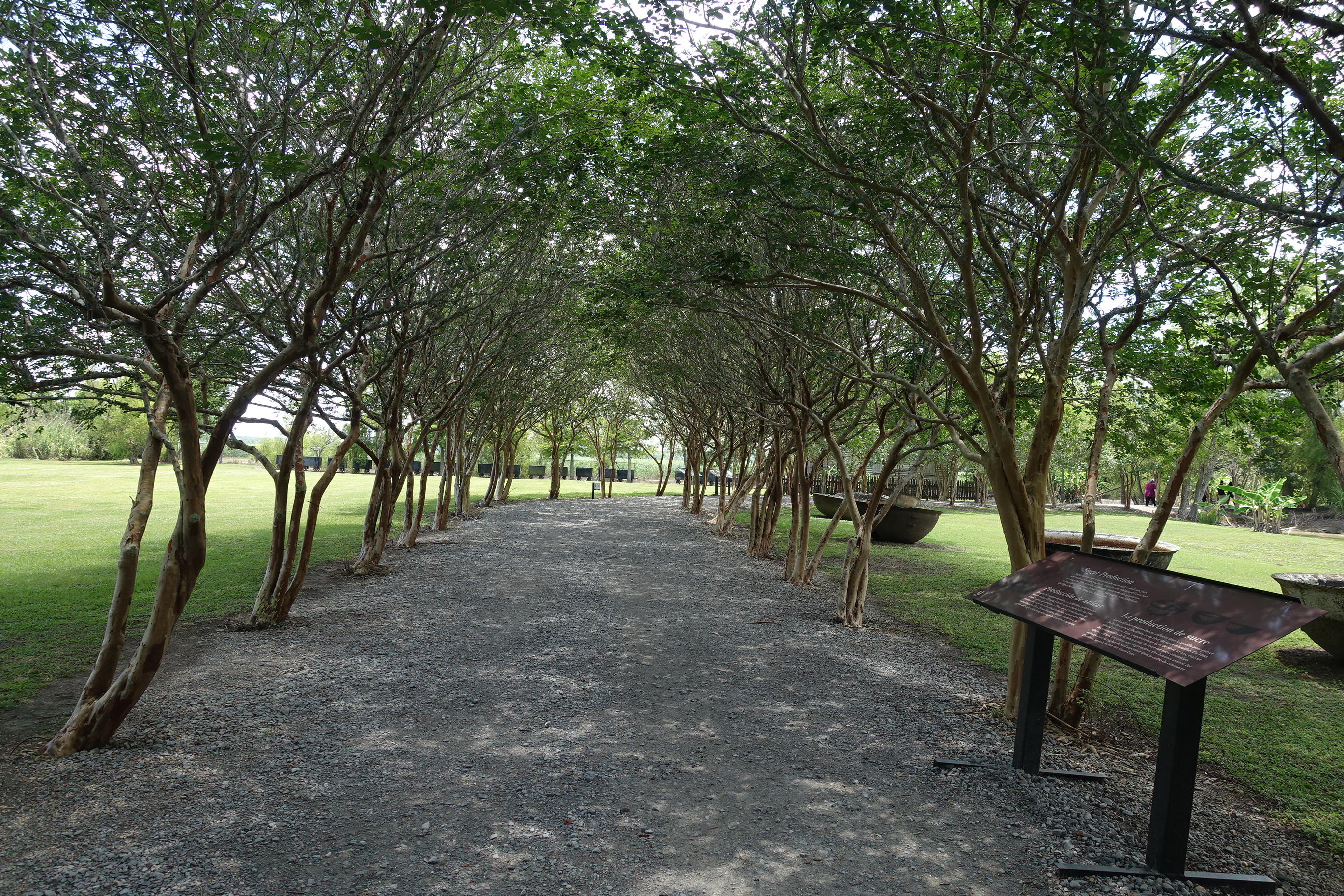
Allée arborée.

## Dans la culture populaire
Une scène du film Django Unchained, réalisé en 2012 par Quentin Tarantino, a été tournée dans la forge reconstruite de la plantation Whitney.